# Gossenrecht
Als Gossenrecht, auch Breite Stein- und Gossenrecht wurde in Göttingen, Jena und anderen Universitätsstädten bis zur Mitte des 19. Jahrhunderts das Recht eines korporierten Studenten bezeichnet, nach dem Comment den Begegnenden nicht ausweichen zu müssen, wenn er, auf dem Bürgersteig gehend, die Gosse zur Linken und die Häuser zur Rechten hatte.
Im Straßen- und Wegerecht bezeichnete das Gossenrecht eine privatrechtliche Befugnis zur Beschränkung der Wegenutzung durch Eintragung einer Grunddienstbarkeit im Grundbuch.